# 神岡町立茂住小学校谷分校
神岡町立茂住小学校谷分校（かみおかちょうりつ もずみしょうがっこう　たにぶんこう）は、かつて岐阜県吉城郡神岡町（現・飛騨市）に存在した公立小学校の分校。

## 概要
- 旧・吉城郡神岡町（現・飛騨市）の茂住小学校[注釈 2]の分校であり、現在の飛騨市神岡町谷、飛騨市神岡町中山が校区であった。
- 校区の谷・中山は神通川、高原川を挟んで婦負郡細入村、上新川郡大沢野町（ともに現・富山市）と接する地域である。谷分校が廃校後、この地域の児童は細入村に委託され、細入村・大沢野町学校組合立猪谷小学校への通学となった。2004年に飛騨市発足後も委託は継続されている[1]。

## 沿革
- 1875年（明治8年） - 茂住学校の支校として、谷学校が開校。神岡村大字谷・大字中山の児童が通学する。
- 1876年（明治9年） - 独立し、谷学校となる。
- 1886年（明治19年） - 谷簡易科小学校に改称する。
- 1889年（明治22年）7月1日 - 神岡村が分割され、船津・朝浦・東町・鹿間・割石・吉ヶ原・二ツ屋・西漆山・東漆山・笈破・牧・土・西茂住・東茂住・杉山・横山・中山・谷・跡津川・佐古・大多和で船津町が発足。
- 1901年（明治34年）4月 - 茂住尋常小学校に統合され、茂住尋常小学校谷分教場となる。
- 1941年（昭和16年）4月1日 - 茂住国民学校谷分教場に改称する。
- 1947年（昭和22年）4月1日 - 船津町立茂住小学校谷分校に改称する。
- 1950年（昭和25年）6月10日 - 船津町、阿曽布村、袖川村が合併し、神岡町が発足。同時に神岡町立茂住小学校谷分校に改称する。
- 1963年（昭和38年）3月 - 廃校。谷・中山地区の児童は富山県婦負郡細入村（現・富山市）へ委託される。